# 内田莉莎子
内田 莉莎子（うちだ りさこ、1928年6月24日 - 1997年3月22日）は、日本の翻訳家、児童文学者、ロシア文学者。名前はモナリザにちなんで、祖父・内田魯庵が命名。

## 経歴
東京生まれ。早稲田大学第一文学部露文科卒業。1964年にポーランド留学。外国児童文学の翻訳紹介をする。『てぶくろ』『おおきなかぶ』などはロングセラー。
父は洋画家の内田巌。祖父は翻訳家・作家の内田魯庵。妹の堀内（内田）路子は堀内誠一の妻で、同じく早稲田大学第一文学部露文科卒業。夫はポーランド文学者・東大教授だった吉上昭三（没する1年前の1996年1月に事故死）。息子は翻訳家の吉上恭太。叔父に洋画家の伊勢正義。
1997年3月22日、食道癌により入院先の都内の病院で死去。68歳没。喪主葬儀は長男恭太が行った。

## 著書
- 『ゆきむすめ』（佐藤忠良画、福音館書店） 1963
- 『うさぎのいえ』（丸木俊画、福音館書店） 1973
- 『ひとりできたねこ』（いしなべふさこ画、学習研究社） 1974
- 『ネッシーぼうや』（ボフダン・ブテンコ（英語版）画、福音館書店） 1977
- 『お月さまの話』（上矢津画、講談社） 1977
- 『ネッシーぼうやのうみのぼうけん』（福音館書店） 1979

## 翻訳
- 『音楽読本』（ウラジーミロフ, オクセル、三一新書） 1956
- 『森の新聞』（ビターリ・ビアンキ、タカクラタロー共訳、理論社） 1957
- 『マーシャとくま』（エフゲーニー・M・ラチョフ、福音館書店） 1962
- 『もりのようふくや』（オクターフ パンク・ヤシ（英語版）、福音館書店） 1962
- 『しずかなおはなし』（サムイル・マルシャーク、福音館書店） 1963
- 『町からきた少女 / おかあさんはどこ』（ヴォロンコーワ / A・コトフシチコフ、岩崎書店） 1963
- 『最初の悲しみ』（フラエルマン、岩崎書店） 1964
- 『ミーチャとまほうの時計』（グリゴーリー・ヤグドフェリド, ビクトル・ビトコービッチ、司修絵、偕成社） 1965
- 『三人の少女』（ウェレイスカヤ、講談社） 1965
- 『てぶくろ ウクライナ民話』（福音館書店） 1965
- 『カーチャと子わに』（ゲルネット, ヤグドフェリド、偕成社） 1965
- 『きつねものがたり』（ヨゼフ・ラダ、福音館書店） 1966
- 『うさぎのなみだ ロシア昔話』（堀内誠一絵、講談社） 1966
- 『東欧のむかし話』（研秀出版） 1966
- 『ピーターとおおかみ』（プロコフィエフ、偕成社） 1966
- 『三びきのこぶた』（ミハルコフ、佐藤忠良絵、偕成社） 1966
- 『まほうの島のともだち』（リュボーフィ・ヴォロンコーワ、小野かおる絵、偕成社） 1966
- 『ピオネール放送局』（エフゲニー・ルイス、新日本出版社） 1966
- 『おおきなかぶ』（A・トルストイ、佐藤忠良画、福音館書店） 1966
- 『すばらしいフェルディナンド』（ルドウィク・J・ケルン、岩波書店） 1967
- 『すずめのまほう』（ニクレビチョーバ、偕成社） 1967
- 『もぐらとずぼん』（エドアルド・ペチシカ、福音館書店） 1967
- 『きつねとねずみ』（ビアンキ、福音館書店） 1967
- 『ぼくはネンディ』（マリア・コブナッカ、山脇百合子絵、学習研究社） 1968
- 『ふしぎなくつ』（J・ポラジンスカ、堀内誠一絵、岩波書店） 1968
- 『わにがまちにやってきた』（チュコフスキー、瀬川康男絵、岩波書店） 1968
- 『バルビンカのぼうけん』（ヤニーナ・ブロニェフスカ、新日本出版社） 1968
- 『太陽の木の枝 ジプシーの昔話』（フィツォフスキ、堀内誠一絵、福音館書店） 1968
- 『きりの国の王女 ジプシーの昔話』（フィツォフスキ、堀内誠一絵、福音館書店） 1968
- 『ビアンキのこども動物記 1』（理論社） 1968
- 『ビアンキのこども動物記 6』（理論社） 1968
- 『しあわせなちょうちょう』（イレーナ＝ユルギェレビチョーバ、学習研究社） 1968
- 『おきなさいフェルディナンド』（ルドウィク・J・ケルン、岩波書店） 1969
- 『きりょうよしのワシリーサ ロシア民話』（ポプラ社） 1969
- 『ロシアのわらべうた』（丸木俊絵、さ・え・ら書房） 1969
- 『たいようのぼうや』（ズデニェク＝カ＝スラビー、学習研究社） 1969
- 『ぼくたちの家出』（コズロフ、佐藤忠良絵、偕成社） 1969
- 『しずくのぼうけん』（マリア・テルリコフスカ（ポーランド語版）、ボフダン・ブテンコ画、福音館書店） 1969
- 『もぐらとじどうしゃ』（エドアルド・ペチシカ、福音館） 1969
- 『金のさかな』（アファナーシェフ、あかね書房） 1970
- 『バーシャ』（コルネル・マクシンスキ、学習研究社） 1970
- 『そばかす先生のふしぎな学校』（ヤン・ブジェフバ、学習研究社） 1971
- 『せむしの小うま』（エルショーフ（英語版）、丸木俊画、学習研究社） 1971
- 『千びきのうさぎと牧童』（ポラジンスカ、岩波書店） 1972
- 『りんごの木』（エドアルド・ペチシカ、福音館書店） 1972
- 『12のつきのおくりもの スロバキア民話』（丸木俊画、福音館書店） 1973
- 『ぞうのドミニク』（ルドウィク・J・ケルン、長新太絵、福音館書店） 1974
- 『ぼくはだれだ』（タデウシュ・コンヴィツキ、小原雅俊共訳、晶文社） 1975
- 『いたずら小おに』（ユリア・ドゥシニスカ、赤坂三好画、学習研究社） 1975
- 『くったのんだわらった ポーランド民話』（佐々木マキ画、福音館書店） 1976
- 『わたしのおふねマギーB』（アイリーン・ハース、福音館書店、アメリカの絵本） 1976
- 『ひつじかいとうさぎ ラトビア民話』（福音館書店） 1977
- 『うさぎとおんどりときつね』（レーベデフ、岩波書店） 1977
- 『アイスクリーム・かんながかんなをつくったはなし』（マルシャーク、岩波書店） 1978
- 『まどをあけて!』（ヘレナ＝ベフレロバ、偕成社） 1978
- 『こねこのおひげちゃん』（マルシャーク、岩波書店） 1978
- 『ロバートのふしぎなともだち』（マーガレット・マヒー、ほるぷ出版） 1978
- 『マーティンより大きく』（スティーブン・ケロッグ、ほるぷ出版） 1979
- 『おばけとかっぱ』（ヨゼフ・ラダ、岡野裕共訳、福音館書店） 1979
- 『しずくとりんご』（ボフダン・ブテンコ、福音館書店） 1981
- 『みかづきいちざのものがたり』（アイリーン・ハース、福音館書店） 1981
- 『マルチンとナイフ』（エドアルド・ペチシカ、福音館書店） 1981
- 『ビアンキ動物記 3』（理論社） 1981
- 『ビアンキ動物記 5』（理論社） 1981
- 『しずくとかじ』（ボフダン・ブテンコ、福音館書店） 1982
- 『しずくとさかな』（ボフダン・ブテンコ、福音館書店） 1982
- 『金のりんご』（A・ブルノフスキー、福音館書店） 1982
- 『おおきくなったら チェコのわらべうた』（福音館書店） 1982
- 『みなしご天使』（マクシンスキ、学習研究社、ファンシーロマン） 1982
- 『おんどりとぬすっと』（アーノルド＝ローベル、偕成社） 1982
- 『しずくとふね』（ボフダン・ブテンコ、福音館書店） 1983
- 『ちいさなヒッポ』（マーシャ＝ブラウン、偕成社） 1983
- 『カーニバルのおくりもの』（レミイ・シャーリップ, バートン・サプリー、福音館書店） 1984
- 『いりえのほとり』（A・C・プーシキン、タチヤーナ・マーヴリナ画、ほるぷ出版） 1984
- 『初恋の物語』（ルビム・I・フラエルマン、理論社） 1985
- 『すべてが別のように』（イレーナ・ユルギェレビチ、小原いせ子共訳、金の星社） 1985
- 『どろにんぎょう 北欧民話』（井上洋介画、福音館書店） 1985
- 『金の鳥 コーカサスのむかし話』（福武書店） 1989
- 『なんでも見える鏡 ジプシーの昔話』（フィツォフスキ、井上洋介絵、福音館書店） 1989
- 『ヤギとライオン トリニダード・トバゴの民話』（鈴木出版） 1991
- 『パンのかけらとちいさなあくま リトワニア民話』（堀内誠一絵、福音館書店） 1992
- 『ピーターラビットのてがみの本』（ビアトリクス・ポター、福音館書店） 1992
- 『千びきのうさぎと牧童』（ポラジンスカ、岩波書店） 1993
- 『こども』（キャサリン&ローレンス・アンホルト、徳間書店） 1994
- 『でてこいミルク!』（ジェニファー・A・エリクソン、福音館書店） 1995
- 『かぞえてみよう、1、2、3』（キャサリン&ローレンス・アンホルト、徳間書店） 1995
- 『どこへいってた?』（マーガレット・ワイズ・ブラウン、童話館出版） 1996
- 『おひさまがしずむよるがくる』（ローラ・ルーク、福音館書店） 1996
- 『ベーロチカとタマーロチカのおはなし』（L・パンテレーエフ、福音館書店） 1996
- 『びんぼうこびと ウクライナ民話』（太田大八画、福音館書店） 1998[1]
- 『わらのうし ウクライナ民話』（エウゲーニー・ラチョフ画、福音館書店） 1998　ISBN 978-4834015577